# Овід (роман)
«Овід», у першому перекладі «Ґедзь» (англ. The Gadfly) — роман британської письменниці Етель Ліліан Войнич, уперше опублікований 1897 року. Дія роману відбувається в 1840-х роках в Італії, під час революційної боротьби, в ньому розповідається про трагічну долю молодого революціонера Артура Бертона.

## Сюжет
Дія роману починається 1832 року, в політично роздрібненій Північній Італії. Юнак з англійської родини Артур Бертон, студент філософського факультету Пізанського університету, часом буває в духовній семінарії, де прив'язується до ректора, каноніка Монтанеллі. В Артура після смерті матері священник залишається єдиною близькою особою, він ставиться до юнака як до свого сина. Артур стає членом організації «Молода Італія», що бореться за звільнення північно-італійських земель від австрійського панування, при цьому його патріотичні почуття нерозривно пов'язані з релігійними. Тоді ж він закохується в одну з учасниць «Молодої Італії», англійку Джемму Воррен, а його суперником стає Джованні Болла. У будинку свого покійного батька в Ліворно Артур мусить мешкати разом зі своїм однокровним братом Джеймсом і його дружиною Джулі, які, бувши англіканами, неприязно ставляться до «сина католички». Оскільки Монтанеллі вимушений на кілька місяців від'їхати до Рима, духовником Артура стає отець Карді, якому той на сповіді кається в почутті ревнощів до Джованні Болла, і в існуванні самої таємної організації. На Страсну п'ятницю 1833 р. до Артура приходять жандарми з обшуком, потім заарештовують його і поміщають у портову фортецю. Незважаючи на тяжкі умови утримання, він відмовляється видавати своїх товаришів. Тим не менше, через кілька тижнів Артура випускають, повідомивши, що його зрадив Болла. Від в'язничного наглядача Енріко він дізнається, що Джованні Болла заявили те ж саме про нього самого, а також те, що товариші-революціонери викрили якогось священника-провокатора. Артур розуміє, що отець Карді порушив таємницю сповіді. На вулиці він зустрічається з Джеммою, якій мусить зізнатися, що винен в арешті Джованні. Не дослухавши, вона дає йому ляпаса і втікає. Відчуваючи себе зрадником, Артур повертається додому і вже готується до суїциду, як раптом приходять його брат Джеймс з дружиною і відкривають ще одну страшну таємницю: справжнім батьком Артура був не англієць Бертон, а коханець матері, священник Лоренцо Монтанеллі. Залишившись один, Артур в гніві розбиває своє розп'яття, пише короткого листа з докорами Монтанеллі та втікає з батьківського дому. Зустрінувши на вулиці матроса, він проникає з його допомогою на торговий корабель у гавані, що прямує до Південної Америки.
Тринадцять років по тому, влітку 1846 р., у Флоренції з'являється журналіст Феліче Риварес, що пише сатиричні матеріали під псевдонімом Овід. Про нього відомо, що він родом з Південної Америки, є акціонером бразильских рудників і здобув славу фейлетоніста в кількох європейських столицях. Джемма, повернувшись до Італії з Лондона після смерті свого чоловіка Джованні Болла, теж опиняється у Флоренції. Овід спочатку проявляє до неї неприязнь, але нарешті під час прогулянки містом він розповідає їй про біди, які йому довелося зазнати в Америці. Джеммі цинічний журналіст зі спотвореною зовнішністю чимось нагадує Артура Бертона, якого вона вважає загиблим. У своїх газетних публікаціях Овід нещадно викриває католицьке духовенство, з особливим запалом нападаючи на Монтанеллі. Незабаром стає відомо і про ще одну сторону діяльності Ривареса — активну участь у підпільній революційній організації. Втомившись від життя з фанатичним революціонером, Овода кидає його коханка Зіта, повертаючись до свого народу. Беручи участь у контрабандній доставці зброї до Італії, Риварес врешті потрапляє в руки солдатів з гарнізону в Бризігеллі. Начальник фортеці полковник Феррарі збирається розстріляти небезпечного екстреміста, але за Овода намагається заступитися кардинал Монтанеллі, що також знаходився в справах у цьому районі. Товариші Ривареса готують йому втечу, і через свого агента передають напилки з повідомленням. Оводу вдається перепиляти ґрати і спуститися по розірваній білизні у двір в'язниці, але по дорозі до вежі із потайним ходом його настигає напад епілепсії і втеча зривається. Вранці охоронники підбирають Ривареса і повертають у камеру, міцно зв'язавши ременями і скувавши кайданами. До заарештованого приходить Монтанеллі, якому Риварес відкриває свою особистість і розповідає про те, як він інсценував самогубство, став безбожником і страждав серед жорстоких людей на чужині, перетворившись на фізично і психічно спотвореного циніка. Вражений кардинал пропонує синові план втечі, але той ставить непереборну умову — зречення від релігії і публічне визнання свого батьківства. Монтанеллі не може погодитися і, згнітивши серце, прирікає сина на смерть. У вівторок відбувається суд, а в середу, напередодні Свята Тіла і Крові Господніх, Овода розстрілюють у дворі в'язниці, і вже смертельно поранений, він відштовхує від себе хрест, протягнутий священником для останнього напучення. Один з учасників розстрілу приносить звістку про смерть Овода його товаришам і останнього листа з його освідченням Джеммі. Надломлений кардинал Монтанеллі, нешанобливо повівшись зі Святими Дарами на святі, помирає від розриву серця через тиждень після страти сина.

## Персонажі
- Овід (Артур Бертон, Феліче Ріварес) — революціонер, головний герой роману
- Лоренцо Монтанеллі — кардинал, справжній батько Артура
- Джемма Воррен (Дженніфер, Джим) — кохана Артура
- Джеймс Бертон — зведений старший брат Артура
- Джулі Бертон — дружина Джеймса Бертона
- Джованні Болла — товариш Артура, чоловік Джемми
- Чезаре Мартіні — товариш Овода
- Ріккардо — професор, лікар
- Грассіні — товариш Овода
- Галлі — товариш Овода
- Зіта Рені — циганка-танцівниця, коханка Овода
- Полковник Феррарі — командир гарнізону в Бризігеллі

## Культурний вплив
Роман мав велику популярність у Радянському Союзі, КНР та Ірані, де він справив значний культурний вплив. У СРСР «Овід» входив у число книжок, призначених для обов'язкового читання і був бестселером: на час смерті Войнич кількість проданих примірників тільки в Радянському Союзі доходила до 2 500 000. Сама Войнич не знала про популярність свого твору і не отримувала ніякого роялті, поки в 1955 році її не відвідав радянський дипломат. За спогадами ірландського письменника Падара О'Доннелла, роман був популярний серед в'язнів-республіканців у в'язниці Маунтжой під час Ірландської громадянської війни.
Російський композитор М. М. Жуков створив на основі роману оперу «Овід» (1928 р.). У 1955 р. режисер О. М. Файнциммер зняв фільм, музика до якого була написана Д. Шостаковичем. Елементи цієї музики були використані Л. Т. Атовмяном для однойменної сюїти. Ще одна опера під тією ж назвою була написана Антоніо Спадавеккіа.
Разом з тим, в Італії, де й відбуваються події роману, «Овід» тривалий час залишався майже невідомим: перший переклад італійською з'явився 1956 р. (під назвою Il figlio del cardinale — «Син кардинала») і ніколи не перевидавався. У 2013 році вийшов новий переклад з тією ж назвою.

## Можливі прототипи Артура

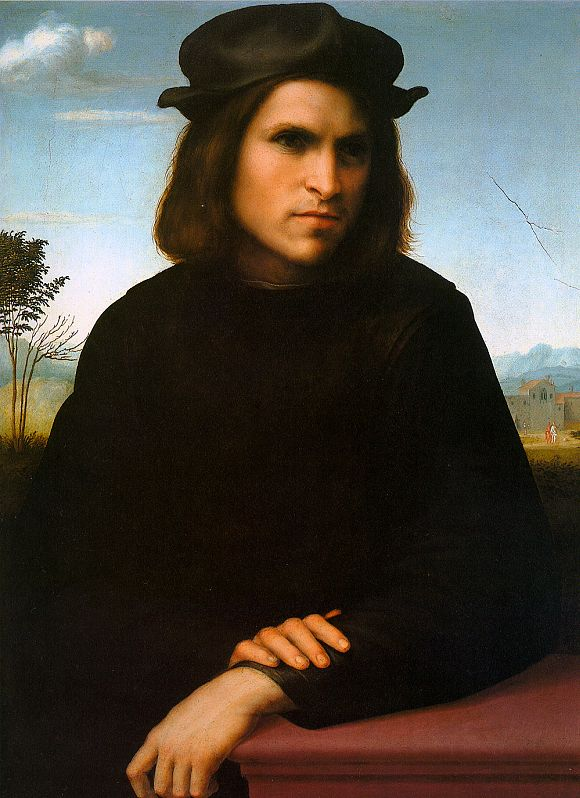
«Портрет чоловіка» пензля Франчабіджо, що вплинув на походження образу Артура Бертона

Польські дослідники літератури категорично стверджували, що реальними прообразами Артура Бертона були діячі польської соціально-революційної партії «Пролетаріат», російські ж читачі відразу після виходу в Росії «Овода» впізнали в ньому знайомі риси російських революціонерів. Деякі дослідники вважають, що в образі Овода легко виявити риси Мадзіні і Гарібальді.
У 1955 році радянські літератори зуміли розшукати Е. Л. Войнич в Нью-Йорку і стали підтримувати з нею тісний зв'язок. У листі Б. М. Полевому (Нью-Йорк, 11, 14 січня 1957 р.) вона писала щодо прототипів Артура (Овода) та інших героїв:
|  | Ви питаєте у мене, чи існував в житті реальний прототип Артура. У людей, позбавлених творчої уяви, часто виникають питання подібного роду. Але я не розумію, як може питати мене про це письменник-романіст. Зрозуміло, образи в романі не завжди мають прототипами реально існуючих людей; чи не є вони свого роду результатом складного процесу, що відбувається в авторській уяві під впливом таких факторів, як: 1) особистий досвід автора, 2) досвід тих людей, з якими письменник або письменниця зустрічається, і 3) велика начитаність (що справедливо і в моєму випадку). Єдиний образ в «Оводі», який я можу частково вважати портретом — і навіть в цьому випадку портретом вельми фрагментарним,— це Джемма, образ якої був якоюсь мірою списаний — особливо її особистий вигляд — з мого дорогого друга Шарлотти Вілсон, що так багато допомагала Кропоткіну в його роботі. Вона редагувала в Лондоні газету «Свобода», і це вона познайомила мене зі Степняком. З ранньої юності великий вплив на мене справляли біографія і твори Мадзіні, а згодом (1885—1886) — життя і твори абата Ламенне, чиї «Слова віруючого» я знаю мало не напам'ять. Біблія і твори Шекспіра, Мільтона, Шеллі і Блейка (його вірші «щасливою мошкою літаю, живу я, чи помираю», які я знала ще з дитинства) найбільше, як мені здається, вплинули на мою юнацьку свідомість. Особистість Ламенне, як мені здається, частково справила відомий вплив на створення образу Монтанеллі. Походження образу Артура пов'язано з моїм давнім інтересом до Мадзіні і з портретом невідомого юнака в чорному в Луврі, який я вперше побачила в 1885 році. Те, що в романі вбачається відображення російського або польського впливу, як вказує пані Таратута у своїй передмові до нового російського видання «Овода», природно і зрозуміло. Де, крім східної Європи і середовища російських і польських емігрантів в Лондоні і в Західній Європі, я могла б безпосередньо познайомитися з умовами, які тією чи іншою мірою існували в Італії в юнацький період життя Мадзіні? З іншого боку, Анна Нілл, яка щойно перечитала біографічні нотатки, що передують книзі Мадзіні «Обов'язки людини та інші нариси», вказувала мені на численні деталі, які, на її думку, могли вплинути на створення образу Артура. Що стосується вашого роману «Золото», то тепер мені ясно, чому вийшов такий кінець, і я розумію тепер, що у нас з вами абсолютно протилежні уявлення про процес створення роману. Зрозуміло, якщо прототипами ваших героїв є живі люди, ви не можете дозволяти собі вільно поводитися з ними! |

Письменник Робін Брюс Локгарт (син Брюса Локгарта) у своїй авантюрній книзі «Король шпигунів» стверджував, що коханцем Войнич був Сідней Рейлі, якого пізніше назвали «асом шпигунів», і що вони разом подорожували Італією, де Рейлі розповів Войнич свою історію і став одним з прототипів Артура Бертона. Ендрю Кук, біограф Рейлі та історик спецслужб, оскаржував цю романтичну, але бездоказову легенду. За його словами, куди ймовірніше, що шпигун Рейлі стежив за вільнодумною Войнич, щоб доповідати про її пересування і зустрічі.

## Переклади
- «Ґедзь» — переклад Марії Лисиченко, виданий 1929 року у київському видавництві «Час»[1]
- «Овід» — переклад Марії Рябової, виданий 1935 року видавництвом «Молодий більшовик» (перевидання 1936 і 1938)[1]

## Адаптації

### Театральні постановки
- «Овід чи син кардинала» — п'єса Джорджа Бернарда Шоу, 1898 р. Написана на прохання Войнич, з метою запобігти іншим сценічним переробкам[10].
- «Овід» — п'єса Едварда Роуза, написана 1899 р. на замовлення Стюарта Робсона. Войнич описувала постановку як «безграмотну мелодраму» і намагалася в судовому порядку припинити її виконання[11].
- «Жертва свободи» (Жертва свободы) — російська п'єса В. Золотарьова, 1916 р.
- «Овід» — російська п'єса О. Желябужського, 1940 р.
- «Овід» — українська п'єса Ярослава Галана, 1947 р.

### Екранізації
- «Овід» — радянський фільм 1928 року.
- «Овід» — радянський фільм 1955 року.
- «Овід» — радянський фільм 1980 року.
- «Риварес» — радянський грузинський фільм Б. Чхеїдзе, 1987 р.

### Радіопостановки
- «Овід» — радіоспектакль на радіостанції «BBC Radio 4»[12].

### Інші
- «Овід» — опера Антоніо Спадавеккіа, 1958 р.
- «Свято крові» — російська мелодрама С. С. Прокоф'єва в 6 актах з прологом, 1923 р.
- «Овід» — російська опера Михайла Жукова, 1928 р.
- «Овід» — російська опера О. Зікса, 1930 р.
- «Овід» — балет А. Чернова, 1967 р.
- «Риварес» — балет С. Цинцадзе, 1982 р.
- «Овід» — російська рок-опера на музику О. Н. Колкера і лібрето О. А. Яковлєва, 1985 р.

## Пов'язані твори
Через десять років після публікації «Овода» Войнич повернулася до свого героя, написавши роман «Перервана дружба» (An Interrupted Friendship, у першому російському перекладі — «Овод в изгнании»), що був виданий у 1910 році. Хронологічно він розташовується між першою й другою частинами роману «Овід», оповідаючи про злигодні Артура Бертона в Південній Америці, фрагментарно описані в самому «Оводі».
У 1945 р. вийшов роман Войнич «Зніми взуття своє» (Put Off Thy Shoes), події якого розгортаються в XVIII столітті і головним персонажем якого є прабабка Артура Бертона Беатріс Телфорд.